# 草ぶきの学校
『草ぶきの学校』（原題：草房子）は、1999年の中国の映画作品。

## キャスト
| 役名                       | 俳優                 | 日本語吹替 |
| -------------------------- | -------------------- | ---------- |
| サンサン（桑桑）           | ツァオ・タン         | 常盤祐貴   |
| ジーユエ（紙月）           | ウー・チンチン       | 土田英鈴   |
| サン校長（桑喬）           | トゥ・ユアン         | 佐々木梅治 |
| パイチュエ（白雀）         | マー・リンイェン     | 花村さやか |
| トゥ・シャオカン（杜小康） | チン・シーロン       | 伊藤隆大   |
| ルー・ホー（陸鶴）         | シュイ・イェンチン   | 田中恭兵   |
| ジャン先生（蒋老師）       | シュイ・チョンフォン | 上田陽司   |
| ウェン先生                 |                      | 冬馬由美   |
| サンサンの母               |                      | 水落幸子   |
| リウリウ                   |                      | 永田晃子   |
| 大人になったサンサン       |                      | 佐藤淳     |